# Lijst van voetbalinterlands Albanië - Noord-Macedonië
Deze lijst van voetbalinterlands is een overzicht van alle officiële voetbalwedstrijden tussen de nationale teams van Albanië en Noord-Macedonië, dat tussen 1991 en 2019 de naam Macedonië voerde. De buurlanden hebben tot op heden tien keer tegen elkaar gespeeld. De eerste ontmoeting, een vriendschappelijke wedstrijd, werd gespeeld in Tetovo op 14 mei 1994. Het laatste duel, een kwalificatiewedstrijd voor het Wereldkampioenschap voetbal 2018, vond plaats op 5 september 2017 in Strumica.

## Wedstrijden
| №  | Plaats   | Datum              | Competitie           | Wedstrijd           | Uitslag |
| -- | -------- | ------------------ | -------------------- | ------------------- | ------- |
| 1  | Tetovo   | 14 mei 1994        | Vriendschappelijk    | Macedonië − Albanië | 5 − 1   |
| 2  | Tirana   | 10 februari 1999   | Vriendschappelijk    | Albanië − Macedonië | 2 − 0   |
| 3  | Prilep   | 26 april 2000      | Vriendschappelijk    | Macedonië − Albanië | 1 − 0   |
| 4  | Manamah  | 5 januari 2002     | Vriendschappelijk    | Macedonië − Albanië | 0 − 0   |
| 5  | Prilep   | 20 augustus 2003   | Vriendschappelijk    | Macedonië − Albanië | 3 − 1   |
| 6  | Shkodër  | 7 februari 2007    | Vriendschappelijk    | Albanië − Macedonië | 0 − 1   |
| 7  | Korçë    | 17 november 2010   | Vriendschappelijk    | Albanië − Macedonië | 0 − 0   |
| 8  | Prilep   | 15 november 2011   | Vriendschappelijk    | Macedonië − Albanië | 0 − 0   |
| 9  | Shkodër  | 5-6 september 2016 | WK 2018 kwalificatie | Albanië − Macedonië | 2 − 1   |
| 10 | Strumica | 5 september 2017   | WK 2018 kwalificatie | Macedonië − Albanië | 1 − 1   |

## Samenvatting
| Competitie        | Totaal gespeeld | Winst Albanië | Gelijk | Winst Noord-Macedonië | Doelsaldo Albanië – Noord-Macedonië |
| ----------------- | --------------- | ------------- | ------ | --------------------- | ----------------------------------- |
| WK-kwalificatie   | 2               | 1             | 1      | 0                     | 3 − 2                               |
| Vriendschappelijk | 8               | 1             | 3      | 4                     | 4 − 10                              |
| Totaal            | 10              | 2             | 4      | 4                     | 7 − 12                              |

Wedstrijden bepaald door strafschoppen worden, in lijn met de FIFA, als een gelijkspel gerekend.

## Details

### Vierde ontmoeting
| Vriendschappelijk (Manamah, Bahrein, 5 januari 2002): |              | |
| Macedonië | 0 – 0        | Albanië |
| | goals        | |
| Gjore Jovanovski | bondscoach   | Sulejman Demollari |
| Gogo Jovčev Panče Stojanov Dimitar Kapinkovski 58' Sašo Janev 70' Zekirija Ramadan 46' Jurica Siljanovski Sašo Lazarevski 63' Goce Markovski 60' Gorančo Georgiev 55' Goran Maznov Dragan Načevski | opstellingen | Blendi Nallbani Lulezim Hushi 46' Ardit Beqiri Nevil Dede Elvin Beqiri Edvin Murati 46' Arjan Peço Altin Rraklli Klodian Duro Florian Myrtaj 46' Indrit Fortuzi |
| Nikola Tanušev 46' Vlatko Grozdanoski 55' Boban Grnčarov 58' Jovica Trajčev 60' Dejan Dimitrovski 63' Dragan Dimitrovski 70'                                                                       | wissels      | 46' Pavlin Dhembi 46' Redi Jupi 46' Bledi Shkëmbi |
| - Debuut van Lulzim Hushi, Paulin Dhëmbi, Bledi Shkëmbi, Elvin Beqiri, Florian Myrtaj en Ardit Beqiri voor Albanië.                                                                                |              | |